# Lagrange: The Flower of Rin-ne
Lagrange: The Flower of Rin-ne (яп. 輪廻のラグランジェ Риннэ но Рагурандзэ, Цветок Вечности) — японский аниме-сериал, выпущенный совместно студиями Xebec и Production I.G. Первый сезон транслировался в Японии с 8 января по 24 марта 2012 года, второй сезон — с 8 июля по 23 сентября 2012 года. Параллельно свой выпуск начала манга в журнале Young Gangan с сентября 2011 года.

## Сюжет
Высокоразвитая цивилизация на Земле оказывается существовала многие десятки тысяч лет назад, однако в результате глобальной катастрофы, которая уничтожила почти всё живое на Земле, все люди, у которых была возможность, бежали на кораблях в космос, образовав новые цивилизации на других планетах, те остатки людей, которые выжили, начали историю человечества с чистого листа, образовав современные нации и государства.
Действие происходит в Японии, в городке Камогава. Мадока Кёно, весёлая и энергичная девушка возглавляет школьный клуб любителей Джерси (в котором состоит только она), однажды её встречает таинственная девушка по имени Лан, которая оказывается принцессой инопланетного королевства Легалитов. Она проводит Мадоку в научную лабораторию на берегу Камогавы, где просит девушку пилотировать зелёного робота, — «глаз ауры», ибо только Мадока может быть избранным глазом. В тот же день Мадока удачно отбивает атаку посланников королевства Деметрио. Мадока соглашается пилотировать робота и защищать Землю в обмен на то, чтобы Лан вступила в клуб Джерси.

## Список персонажей

### Главные
Мадока Кёно (яп. 京乃 まどか Кё:но Мадока) — главная героиня истории и президент клуба любителей Джерси. Очень весёлая и жизнерадостная, стремится помочь всем. В детстве стала свидетелем, как её мать утонула, после чего девочка замкнулась в себе, из стрессового расстройства её вытащила Ёко, двоюродная сестра. Однажды маленькая Мадока решила поплыть вглубь моря, чтобы «увидеть маму», но сама стала тонуть, её тогда спас «глаз ауры». Позже решила научиться плавать, чтобы спасать тонущих людей. Является единственной избранной глазом ауры и называет его «Зелёня». Позже становится близкой подругой для Лан и Мугинами. Имеет дар переубеждать людей в их заблуждениях.
Сэйю: Каори Исихара
Лан (яп. ラン Ран)/Фин Ельд Си Лаффинити (яп. フィン・エ・ルド・スイ・ラフィンティ Фин Э Рудо Суи Рафинити) — принцесса Легалитов, отправилась на Землю, чтобы убедить Мадоку пилотировать робота. При знакомстве говорит «Гав» (яп. わんっ Ван) после того, как Астерия в шутку сказала ей, что это земное приветствие. Очень серьёзная и сдержанная, в то же время наивная и темпераментная. Сначала не могла пилотировать робота глаз Лимфы из-за страха в сердце, который помогла перебороть Мадока. Своего робота называет «Орка». Очень неуклюжая, не может чинить что либо, так как портит вещь ещё больше, а также работать официантом, так как разбивает посуду.
Сэйю: Асами Сэто
Мугинами (яп. ムギナミ Мугинами) — приёмная сестра Велладжулио и представительница империи Деметрио. Сначала втёрлась в доверие в качестве шпиона к Мадоке (хотя Лан ей с самого начала не доверяла), чтобы украсть информацию о её «глазе», и передать информацию брату. После того, как её брат публично унижает и называет паразитом сестру, объявляя, что больше не нуждается в Мугинами, она впадает в депрессию и в качестве мести решает пойти войной на брата, присоединившись к Мадоке и Лан. Выросла на планете-тюрьме, и впервые встретила там молодого Велладжулио, после чего они решили выживать вместе. Своего робота «глаза Игниса» называет «Хуппо». Во втором сезоне она снова возвращается к Велладжулио и нормализует с ним отношения, однако теперь не желает разрывать отношения с главными героинями.
Сэйю: Ай Каяно

### Земля (Камогава)
Ёко Накаидзуми (яп. 中泉 ようこ Накаидзуми Ё:ко) — двоюродная старшая сестра Мадоки, исследователь подводной археологии, сначала выступала против того, чтобы Мадока пилотировала робота. Разрешает Мадоке его пилотировать при условии, что она продолжит везти такой образ жизни, как и раньше. Была когда то членом клуба Джерси и вытащила Мадоку и стрессового расстройства после гибели её матери. Всегда наблюдает за Мадокой и подбадривает её в критических ситуациях. Сама очень грубо обращается с Мадокой, но при этом сильно любит её.
Сэйю: Мамико Ното
Хироси Накаидзуми (яп. 中泉 浩 Накаидзуми Хироси) — отец Ёко и дядя Мадоки. Владеет маленьким рестораном, где живут главные героини. Позже в ресторане начинают работать Кириус, Идзи и Арэй, повысив тем самым популярность ресторана. Всегда ходит в хорошем настроении, готовит завтраки для главных героинь. Быстро нашёл общий язык с Велладжулио.
Сэйю: Кэндзи Хамада
Матико Ивабути (яп. 岩淵 まちこ Ивабути Матико) — учительница в школе Мадоки. Подруга Ёко, когда то входила в клуб Джерси вместе с Ёко и мамой Мадоки.
Сэйю: Адзуми Асакура
Сота Сэридзава (яп. 芹沢 颯太 Сэридзава Со:та) — ассистент Ёко, помогает ей в исследованиях.
Сэйю: Юити Игути
Сёдзо Тадокоро (яп. 田所 正蔵 Тадокоро Сё:дзо:) — командир Фарос-центра, со стороны кажется очень серьёзным, но часто попадает в неудобные ситуации, играет иногда комическую роль. Был однажды застукан в пьяном состоянии на работе.
Сэйю: Макото Ясумура
Астерия Лизамария Де Рошефалль (яп. アステリア・リーザマリー・ド・ロシュフォール Асутэриа Ри:дзамари: До Росюфо:ру) — внучка председателя Новумундус, которая обеспечивает большую часть заказов в организации. Одевается в костюм лолиты. Несмотря на свою внешность располагает глубокой мудростью. У неё на груди есть мемория. Во втором сезоне показано, что она является королевой Маякун, которая 20,000 лет назад уничтожила Землю, и после прохождения через пространство Риннэ, приобрела внешность подростка и частично потеряла память.
Сэйю: Хисако Канэмото

### Деметрио
Вилладжулио (яп. ヴィラジュリオ Вирадзюрио) — принц Деметрио. Отрёкся от Мугинами, назвав её паразитом и даже сделал попытку убить её во время боя. Учился когда то вместе с Дизельмайном и был его лучшим другом. Со стороны кажется непринуждённым и легкомысленном, но в то же время проявляет и жестокость. Во втором сезоне он становится правителем Диметрио и выясняется, что отречение от Мугинами было частью его плана, чтобы создать такую ситуацию, когда Мугинами имеет возможность сблизится с главными героинями. В финальной битве был серьёзно ранен. Очень любит Юрикано, но его отношения с Мугинами остаётся не до конца ясными.
Сэйю: Юити Накамура
Кириус (яп. キリウス Кириусу) — подчинённый Велладжуио и старший среди Идзо и Аррэя, имеет тёмные прямые волосы. Первый, кто напал на Мадоку и Лан, изначально пошёл войной на «глазы», так как согласно пророчеству они ввергнут в хаос вселенную. Пилотирует «Овид Либертас». В втором сезоне начинает работать в ресторане Хироси. Самый спокойный из троих.
Сэйю: Кэндзи Нодзима
Идзо (яп. イゾ Идзо) — пилотирует робота «Овид Волунтас». Самый вспыльчивый из троих. Имеет красную, растрёпанную причёску. Во втором сезоне начинает работать поваром в ресторане Хироси и решает навсегда остаться на Земле, привязавшись с своей новой роли.
Сэйю: Хироюки Ёсино
Аррей (яп. アレイ Арэи) — пилотирует робота «Овид Тенеритас». Самый младший из троих, имеет светлые волосы. На земле носит женскую одежду и привлекает некоторых мужчин (несмотря на то, что не является девушкой). Во втором сезоне стал работать официантом в ресторане Хироси в костюме горничной.
Сэйю: Ёсицугу Мацуока
Юрикано (яп. ユリカノ Юрикано) — принцесса Деметрио и сестра Велладжулио. Долгое время считалась умершей после неудачного эксперимента. Дизельмайн нашёл её, однако Юрикано потеряла память, позже выясняется, что это была её пустая оболочка, а душа Юрикано застряла в измерении Риннэ и каким то образом могла входить в контакт с Мадокой. За счёт этого Юрикано решили вернуть, соединив душу Мадоки и Юрикано, однако эксперимент обрывает Мугинами и на короткий момент Мадока и Юрикано меняюся телами. Однако вскоре Юрикано решает снова уйти в измерение Риннэ, так как её существование приводит к разрушению в реальном мире и почти уничтожило корабль Легалитов. В конце истории после того, как Мадока попадает в измерение Риннэ, она забирает оттуда Юрикано и Дизельмайна, вернув их снова в наше измерение.
Сэйю: Мария Исэ
Грания (яп. グラニア Гураниа) — правая рука Велладжулио. Имеет смуглую кожу и белые волосы. Командует флотом Деметрио. Очень предана империи из-за чего мыслит односторонне, однако в конце второго сезона взяла на себя инициативу проведения дипломатических договоров с представителями Лагалитов, покончив тем самым войну.
Сэйю: Мэгуми Накадзима

### Легалиты
Дизельмайн (яп. ディセルマイン Дисэрумаин) — наследный принц Легалитов и старший брат Лан. Показан, как равнодушный и сдержанный человек, равнодушен ко своей сестре, но питает горячие чувства к Юрикане и даже однажды решил пожертвовать Мадокой во время эксперимента, чтобы вернуть Юрикану. Позже выясняется, что он хотел использовать силу «глазов», чтобы разрушить Землю и таким образом изменить траекторию передвижения планетных систем, чтобы родной мир Легалитов избежал столкновения. В конце истории окончательно впадает в безумие и собственной силой чуть не уничтожает Землю, но оказывается уничтоженным в нашем измерении и попадает в измерение Риннэ, и оттуда его забирает обратно Мадока вместе с Юриканой. После этого, как и Астерия, принимает вид подростка.
Сэйю: Дайсукэ Оно
Мойд (яп. モイド Моидо) — правая рука Дизельмайна. Долгое время сотрудничал с Фарос-центром. Ходит всегда с таинственной улыбкой, позже выясняется, что он ответственен за катастрофу на Земле 20,000 лет назад, манипулируя Астерией и теперь манипулирует Дизельмайном, чтобы тот уничтожил Землю. По его словам, он хотел насладиться зрелищем, как погибает Земля. В конце концов его план не осуществляется и Мойд внезапно исчезает, распавшись на частицы.
Сэйю: Кадзуюки Окицу

## Аниме
Первый сезон аниме, созданный совместно студиями Production I.G и Xebec транслировался в Японии с 8 января по 24 марта 2012 года, второй сезон — с 8 июля по 23 сентября 2012 года с дополнительной серией, выпущенной 1 июля 2012 года. Аниме-сериал был лицензирован для показа американской компанейский Viz Media и британской компанией Anime on Demand. Английская версия аниме начала транслироваться на цифровом канале Neon Alley с января 2013 года.
Открытие к первому сезону: «Try Unite!» и «Hello!» исполняет Мэдуми Накадзима. Открытие ко второму сезону: «Marble» (яп. マーブル Ма:буру) исполняет также Накадзима. Концовку «Jersey Club Spirit!» (яп. ジャージ部魂! Дзя:дзи-бу Тамаси!) исполняют Каори Исихара, Асами Сэто и Ай Каяно, другую концовку «Don't Forget Me.» (яп. 忘れないよ。 Васурэнай ё.) исполняет Накадзима. OVA-серия под названием Rinne no Lagrange: Kamogawa Days (яп. 輪廻のラグランジェ: 鴨川デイズ Риннэ но Рагурандзэ: Камогава Дэйдзу) была выпущена в двойном Blu-ray-издании вместе с игрой для PlayStation 3 23 августа 2012 года. Серия набрала большой успех и была показана в 10 кинотеатрах Японии.

## Критика
Согласно обзору летнего аниме-сезона 2012 года попытка вместить в один флакон столько жанров: фантастики, боевика, мехи, мистики, криптоистории, сёдзё-ай, комедии, повседневности провалилась, ибо сюжет не смог выдержать столько жанров. Хотя несомненно видно, что создатели намеревались создать очередной шедевр. В результате злодеи то появляются то исчезают неизвестно куда, а центром вселенной оказывается Япония, а точнее город Камогава. Как отмечается, для того, чтобы идею могли реализовать удачно, нужно былo приглашать профессионалов уровня Гэна Уробути.

## Манга
Манга-дополнение под названием Lagrange: The Flower of Rin-ne ~Dawn of Memoria~ (яп. 輪廻のラグランジェ 〜暁月のメモリア〜 Риннэ но Рагурэндзэ ~Акацуки но Мэмориа~) была написана Сётаро Сугой и нарисована Кимитакэ Ёсиокой и начала выпускаться издательством Square Enix в журнале Young Gangan с 2 сентября 2011 года.

## Игра
Видео-игра для PlayStation 3, разработанная Namco Bandai Games под названием Lagrange: The Flower of Rin-ne -Kamogawa Dream Match- (яп. 輪廻のラグランジェ -鴨川ドリームマッチ- Риннэ но Рагурэндзэ -Камогава Дори:му Матти-) была выпущена 23 августа 2012 года в двойном Blu-ray-издании вместе с OVA-серией.